# Football Kingdom: Trial Edition
Football Kingdom: Trial Edition (Japonés:フットボールキングダム トライアルエディション · Hepburn: Futtobōrukingudamu toraiaruedishon) es un videojuego de Fútbol del año 2004 desarrollado y distribuido por Namco para la consola PlayStation 2. El juego fue lanzado exclusivamente para el mercado japonés.

## Producción
Namco decidió crear el videojuego Football Kingdom: Trial Edition en un intento por entrar al mercado de los juegos de simulación de Fútbol y para competir con la franquicia Winning Eleven de Konami, que tenía (y aún tiene) un gran éxito de ventas. Namco ya había producido algunos juegos de fútbol en el pasado (Serie J-league Soccer, Libero Grande), sin embargo, Football Kingdom fue la primera propuesta seria de la empresa en este género. De hecho, Namco lanzó el juego al mercado con un precio muy barato, de apenas 3,980 yenes (31 Euros) para llamar la atención del consumidor y desbancar al Winning Eleven 7 que había salido algunos meses antes y con un precio equivalente a 60 Euros. 
En cuanto a licencias, el juego tuvo autorización de la Asociación de Fútbol de Japón y de FIFPro para usar nombres, datos y estadísticas de jugadores reales. La narración de los partidos estuvieron a cargo de los locutores Yasuo Kurashiki, Shigeki Sugiyama y Hidemi Kotani, comentaristas deportivos de la cadena televisiva Fuji TV. El Balón que aparece siendo usado en el juego  es el  Adidas Fevernova, El balón oficial que se utilizó en la Copa Mundial de Fútbol de 2002 Korea/Japón.
Football Kingdom no cuenta con licencias oficiales a nivel de clubes. en vez de eso, los clubes tienen nombres inventados parecidos a los de clubes reales, por ejemplo: Real Flamenco, Trebble United y así por el estilo.
El futbolista que aparece en la Imagen del empaque del juego, es Shunsuke Nakamura, ex-estrella del Celtic de Glasgow y de la
Selección de fútbol de Japón, y que también prestó su imagen para las portadas de los juegos Winning Eleven 5 y Winning Eleven 5: Final  Evolution.

## Selecciones Nacionales

### América
| - Estados Unidos - Canadá - Guatemala - Costa Rica - Jamaica - Trinidad y Tobago - Honduras - México | - Argentina - Uruguay - Ecuador - Colombia - Chile - Paraguay - Brasil - Venezuela - Perú - Bolivia |

### Europa
| - Islandia - Irlanda - Israel - Italia - Inglaterra - Gales - Ucrania - Austria - Holanda - Irlanda del Norte - Grecia - Georgia | - Croacia - Suiza - Suecia - Escocia - España - Eslovaquia - Eslovenia - Serbia - República Checa - Dinamarca - Alemania - Turquía | - Noruega - Hungría - Finlandia - Francia - Bulgaria - Bélgica - Polonia - Portugal - Letonia - Rumania - Rusia - Bosnia y Herzegovina |

### África
| - Egipto - Ghana - Camerún - Costa de Marfil - Zimbabue - Senegal - Túnez - Nigeria - Burkina Faso - Sudáfrica - Marruecos - Liberia |

### Asia
| - Emiratos Árabes Unidos - Irán - Irak - Uzbekistán - Catar - Corea del Sur - Kuwait - Arabia Saudita - Tailandia - República Popular China - Hong Kong - Japón |

### Oceanía
| - Australia - Nueva Zelanda |